# Jo Seong-min
Jo Seong-min (조성민?; 23 dicembre 1983) è un ex cestista sudcoreano.

## Carriera
Con la Corea del Sud ha disputato i Campionati mondiali del 2014 e tre edizioni dei Campionati asiatici (2011, 2013, 2015).